# 唐船峡

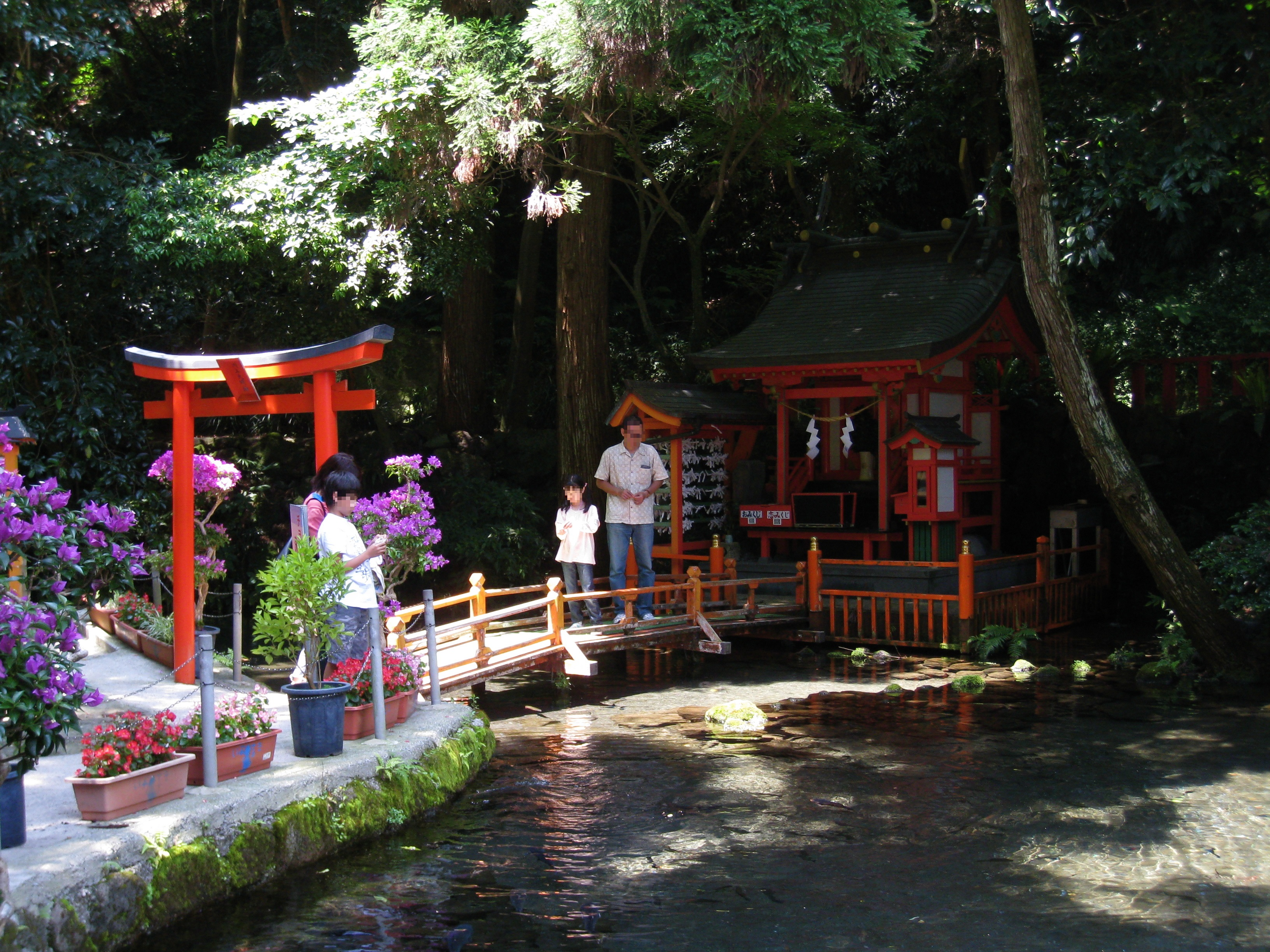
京田湧水

唐船峡（とうせんきょう）は、鹿児島県指宿市開聞十町にある渓谷。池田湖の南西に位置する。
回転式そうめん流し発祥の地として知られており、指宿市の統計によれば年間30万人以上の観光客が訪れる観光地となっている。

## 概要
名の由来は、江戸時代には深くまで入り江が迫っており、唐の船が出入りし舟を着けていたことで名付けられた、唐船ヶ迫という地名から。一般に知られるような奇岩、奇勝の景勝地と言うよりは、平地よりも約40メートル低い陥没した谷間の、杉に囲まれた地に水が湧き出るような規模の渓谷で、その水源を中心に「唐船峡公園」として公園整備されている。
規模のわりに湧出量は多く、1日に約10万トンの清涼な水が湧き出しており、水温は年間を通じ摂氏13度前後と一定している。「唐船峡京田湧水（）」と呼ばれるこの湧水は、九州最大のカルデラ湖である池田湖からの伏流水とされ、その豊富な水は後述するそうめん流しだけでなく、昔から地域住民の飲料水や生活用水として利用され、宮田川へと注がれた水は灌漑用水としても地域を潤しており、開聞地域の約2700世帯に水道水を供給する水源池として、地域の水がめにもなっている。『聞町郷土誌』によると「京田」の名が付いた理由は、山幸彦をもてなした竜宮城の饗殿がこの場所にあったという竜宮城伝説が、唐船峡の地域に昔からあるからと記されている。ちなみに、山幸彦からの求婚を乙姫が聞き入れ返事したほとりが「御返事河（）」と呼ばれたことで、「御瓶子川（）」と呼ばれた川が、現在の宮田川だとも伝えられている。唐船峡とその湧水の流域集落では、水源保護のため全国に先駆け明治から取り締まり申し合わせ規約を定め、病原菌が飲料水へ流入するのを防ぐため監視し続けてきた。水源保護の思想は、現在でも指宿市水道水源保護条例に生かされており、水源保護地域と準水源保護地域での掘削を目的とする事業の禁止などを条例で定め、水質と水量の保全に努めている。湧水池周辺では、指宿市水道事業の職員と唐船峡そうめん流しの従業員が中心となり、清掃および美化活動も実施されている。
近年では、ニジマスやキャビアを特産品にする研究を目的としたチョウザメの養殖も行われており、湧水池内や渓谷沿いの清流には、数万尾のコイやマスが泳ぎ回る中、チョウザメも一緒に泳いでいる。一帯では、清流を活用してワサビも栽培されており、下流ではクレソンも栽培されている。また、この湧水と厳選した砂糖を使用して、ラベルにはハワイアン姿のカップル、開聞岳、イッシーが浮かぶ池田湖が描かれた、鹿児島県初の地サイダー「指宿温泉サイダー」も製造されている。
湧水池のほとりには、唐船峡の約2キロメートルほど南側にある枚聞神社の摂社として、後三条天皇の四王子によって延久に建てられ、天和3年（1683年）には石祠へ造り替えがなされ、祭神には水神・彌都波能売（）神が祭られ、水難、水害防止の守護神として崇められている朱塗りの神社「川上神社」がある。境内には湧水の水飲み場もあり、延命長寿の霊水とされ、初穂料を箱に入れて水飲み場の盃を持ち帰ることもできる。湧水は、枚聞神社の神へ、朝夕にお供えする水として昔から用いられてきた。ちなみに唐船峡周辺には、竜宮城伝説において山幸彦の姿が井戸水に写ったことで乙姫から見初められたと伝えられ、日本最古の井戸とされている玉乃井（）の史跡もある。
1996年（平成8年）3月には、旧・国土庁が指定する「水の郷百選」に選ばれており、2008年（平成20年）6月には、環境省の「平成の名水百選」にも選ばれた。唐船峡公園の中には、3つの飲食店「指宿市営 唐船峡そうめん流し」「味の長寿庵」「鱒乃家」があり、そうめん流しがどの店にもあるが、めんつゆの味がそれぞれ異なっており、そうめん流しの里として観光客を受け入れやすい体制を整えている。また、「涼味唐船峡めんつゆ」の製造元として知られる唐船峡食品もある。

## 回転式そうめん流し発祥の地

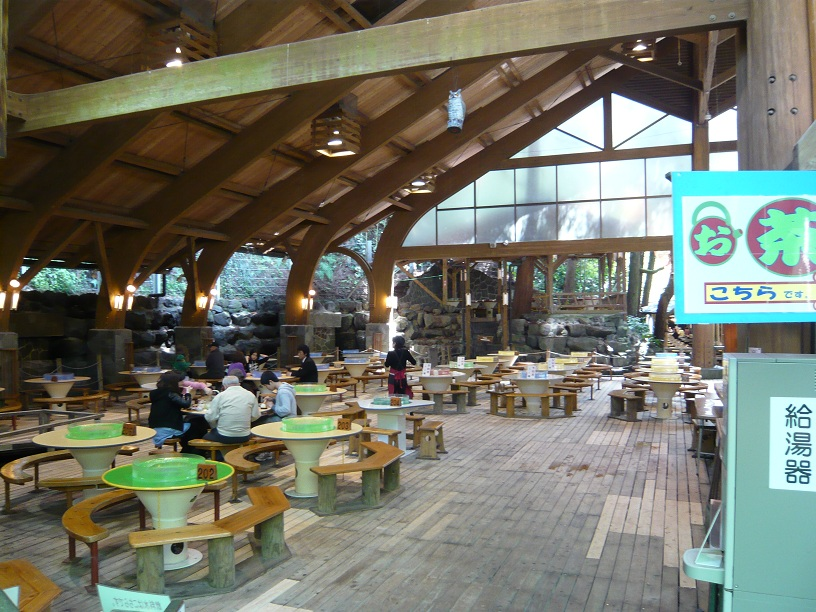
指宿市営のそうめん流し

唐船峡内にある「指宿市営 唐船峡そうめん流し」は、回転式そうめん流し発祥の地として、唐船峡が全国的に知られるようになった大きな一因となっている。
回転式そうめん流が誕生したきっかけは、高度経済成長を背景に1960年代に起こった新婚旅行ブームで、温泉などがある旧・指宿市は観光地として盛り上がったものの、かつての旧・開聞町には目立った産業が無く「通り過ぎるまち」とも言われる状況であったため、町おこしとして町の発展には不可欠となる観光の目玉の開発が、助役だった井上廣則に任され当時の役場職員が動き出した。唐船峡の清流を観光に使えないかと模索して、茹でたそうめんを住民が湧水にひたして食べているのを見て活用を思い付き、1962年（昭和37年）6月1日に旧・開聞町では初となる、唐船峡の清流を利用してテーブルに埋め込んだ竹樋から素麺を流す「流しそうめん」をはじめたところ、目新しさもあって注目を集めた。しかし、そうめんを流し続ける手間や、竹に生える海苔やカビなど衛生面での管理の難しさに悩まされ、その費用で経営は成り立たず、わずか1年ほどで暗礁に乗り上げる。その後も、高いところから水を流し、そうめんを流せないか試みるも失敗。井上は部下の家族から「たらいで洗濯するように、そうめんを回せたら」というアイデアを聞かされ、自身の妻からも「洗濯桶で洗うように、そうめんを回せたら楽しい」と助言されるも、決め手に欠けると試行錯誤し続けるが、中華料理店の回転テーブルを目にしたことで、これに洗濯用たらいのような水槽を載せてはどうかと発想が閃く。
井上は、鹿児島市の「鶴丸機工商会」初代社長・久保兀（）に「衛生的なそうめん流し器を作れないか」「洗濯で使う金たらいのような機械で、そうめんを回して食べられるような製品」「そうめんを流す人も一緒に食べられるように」と共同開発を依頼。開発当初、そうめんが水と一緒に流れ出てしまったり、そうめんが一つの塊で回ったりと苦労するが、鶴丸機工商会はポリ塩化ビニル製パイプの加工を行ってきたノウハウを生かしつつ、水流にこだわり様々な工夫を重ね、湧水をポンプで約10メートル上のタンクに汲み上げ、落下時の水圧を利用して水流を発生させる方式により、モーターなどの動力は使わず、テーブル上でドーナツ形をしたアクリル製の水路を、かけ流しの冷水がぐるぐる勢いよく回り、回るそうめんを箸ですくって食べる回転式そうめん流し器の第1号機を、約1年の歳月をかけ完成させ唐船峡に納めた。1967年（昭和42年）、開聞町は井上から回転式そうめん流しの特許権を譲渡される。1969年（昭和44年）には、唐船峡公園の整備が行われ、「唐船峡公園町営ソーメン流し」に名称を変更。同年には町営唐船峡そうめん流しの年間利用者が21万5536人に達し、最盛期は1日に約850万円売り上げた。1970年（昭和45年）には、町が回転式そうめん流し器の意匠登録を行い、「そうめん流し」発祥の地として唐船峡をPRすることとなった。ピークとなった1992年（平成4年）の来場者は34万人に達し、コロナ禍以前には全国から年間約20万人の利用客が訪れる鹿児島県内有数の観光スポットになり、アジア圏からの旅行客も増加。コロナ禍の影響により、2020年（令和2年）の年間来場者は約8万人と、統計を取り始めた1989年（平成元年）以降で最少となり、修学旅行等の団体利用が減り、特に賑わっていたゴールデンウィークや夏休み期間も、客がいないような状況になったため、冬場限定だったマスを使った料理などでテイクアウトを始めるなどの対策で乗り切り、2022年（令和4年）は、客足がコロナ前の7割まで戻る。
水温が年間を通し約13度ある水を活用した唐船峡のそうめん流しは、夏だけでなく季節を問わず年間を通じて楽しめる。そのため、市営唐船峡そうめん流しは年中無休で営業しており、冬でもストーブにあたりながら食べることができる。また、市営唐船峡そうめん流しは屋根付きの屋外施設なため、木の香りや水の音に囲まれ食事ができる。市営唐船峡そうめん流しの回転式そうめん流し器は現在91台あり、うち3台は客の要望により左利き用として鶴丸機工商会が開発した、水の流れが時計回りと反時計回りの2段式になっている。この91台のメンテナンスは、鶴丸機工商会により行われている。2022年（令和4年）6月には、店を盛り上げようと開業60周年を記念して、LEDで様々な色に光る60周年記念モデルのそうめん流し機を、1台限定で設置。
市営唐船峡そうめん流しは、めんつゆが鹿児島県指宿市山川産の鰹節や、北海道産の利尻昆布をふんだんに使用し、九州特有の醤油による少し甘めな秘伝の味で、そうめん以外では鯉の洗いが名物となっており、最も人気のあるメニューは、そうめんにマスの塩焼きやコイの洗いなどが付いた「A定食」。また、冬季限定メニューとしてにゅうめんもある。
共同開発した鶴丸機工商会は、業務用・回転式そうめん流し器の製造販売で国内シェアの約8割を誇っており、九州各県のみならず遠くは東北地方や北海道まで設置に行くなど、鹿児島を中心として全国各地に納入しているが、中国や韓国など国外からも購入されている。このそうめん流し器は、第1号機が製造されてからも様々な改良が繰り返され現在の形になったが、一度製造して設置するとほとんど壊れることがない製品のため、ぜんぜん儲からないと語っている。また、鶴丸機工商会では家庭用として卓上用そうめん流し器も製造している。なお、鹿児島市加治屋町において鹿児島県立鹿児島中央高等学校の隣にあった以前の工場兼住宅は、2019年（平成31年）3月16日の火災により全焼し製品や設計図も焼失したが、周囲の応援により再起し、跡地は売却して2020年（令和2年）6月中旬、鹿児島市山田町に新たな工場を再建して事業を再開した。